# 上駒月
上駒月（かみこまづき）は、滋賀県蒲生郡日野町の大字。旧蒲生郡上駒月村。郵便番号529-1632（集配局：近江日野郵便局）。

## 地理
日野町最南端に位置する。布引山（甲賀市土山町大野）、小岳（日野町鎌掛）の間にある谷を流れる駒月川沿いに位置する。北西で下駒月、北東で鎌掛、南で甲賀市土山町大野、と接する。江戸時代中期より藁筵の生産が盛んとなり、昭和40年代まで生産が続けられていた。

## 歴史
中世には狛月谷（こまづきだに）の地名が見られる。永正9年・天文5・7年の「太神宮領坪付状」に「大神宮御領　近江国蒲生郡上駒月」との記述があり、大神宮領とみられる。元和6年（1620年）から仁正寺藩領。「旧高旧領取調帳」によれば、村高328石余。東海道土山宿に助郷を課せられていた。1889年（明治22年）、町村制施行により蒲生郡南比都佐村の大字となった。1955年（昭和30年）には合併により日野町の大字になっている。1974年（昭和49年）、北東部の山林が一部「第三緑ヶ丘ニュータウン」の名称で宅地造成された。

### 地名の由来
中世、近辺の谷を狛月谷（こまづきだに）と称しており、これに基づく。また、「こま」の呼び名より渡来人居住地説がある。

## 世帯数と人口
2019年（令和元年）8月31日現在の世帯数と人口は以下の通りである。
| 大字   | 世帯数 | 人口  |
| ------ | ------ | ----- |
| 上駒月 | 96世帯 | 318人 |

### 人口の変遷
国勢調査による人口の推移。
| 1995年（平成7年）  | 453人 | [ 7 ]  |  |
| 2000年（平成12年） | 447人 | [ 8 ]  |  |
| 2005年（平成17年） | 447人 | [ 9 ]  |  |
| 2010年（平成22年） | 421人 | [ 10 ] |  |
| 2015年（平成27年） | 384人 | [ 11 ] |  |

### 世帯数の変遷
国勢調査による世帯数の推移。
| 1995年（平成7年）  | 104世帯 | [ 7 ]  |  |
| 2000年（平成12年） | 110世帯 | [ 8 ]  |  |
| 2005年（平成17年） | 110世帯 | [ 9 ]  |  |
| 2010年（平成22年） | 114世帯 | [ 10 ] |  |
| 2015年（平成27年） | 119世帯 | [ 11 ] |  |

## 学区
町立小・中学校に通う場合、学区は以下の通りとなる。
| 番・番地等 | 小学校                 | 中学校             |
| ---------- | ---------------------- | ------------------ |
| 全域       | 日野町立南比都佐小学校 | 日野町立日野中学校 |

## 交通

### 鉄道
地内に鉄道は通っていない。

### 道路
- 滋賀県道182号西明寺水口線

## 施設
- 文部科学省日野高感度地震観測施設
- 上駒月公民館
- 佛號寺 -浄土真宗東本願寺派の仏教寺院。
- 豊受神社